# جین راب
جین راب (متولد 1957 ژوئن 19) یک نویسنده و ویرایشگر علمی تخیلی است که در دراگون لنس،قلمروهای فراموش شده و سری نبرد تکنولوژی و همچنین بسیاری دیگر کار کرده است.

## حرفه
در اوایل کار خود، را به عنوان خبرنگار روزنامه و رئیس دفتری برای کوینسی هروالد ویگ در کوئینسی، ایلینویز آغاز کرد، سپس برای اوانزویل پیک و مطبوعات در اوانسویل، ایندیانا، کار کرد. او به شرکت تی اس آر رفت و مدیر آر پی جی آ شد. برای تی سی آر، وی مقالات و رمان‌های مجله ای را نوشت.او در تی سی آر، مقالات مجله ورمان می‌نوشت. او در سال ۱۹۹۵ویراستار مجله نبرد تکنولوزی شد.
او همچنین در دراگون لنس، قلمرو فراموش شده و جنگ ستارگان، داستان کوتاه می نوشت. او چهار دوجین داستان کوتاه نوشته است.

## جوایز
در سال ۲۰۰۵ او عضو هییت داوران بخش تخیلی کتابهای جوانان جایزه اندرو نورتون بود که همان سال تأسیس شده بود.

## جنگ ستارگان
سه داستان کوتاه او از جنگ ستارگان با نامهای "نفس گلگلار" ، "روز شب سپاکرال" و "کافه فریمر" در مجلات ماجراجویی جنگ ستارگان منتشر شده است.

## کتابشناسی
- 1995 مائیسا کار-تون ، با تینا دانیل
- 1996 سری اژدهاهای عصر جدید ،آغاز عصر جدید
- 1997 سری اژدهاهای عصر جدید ، روز طوفان
- 1998سری اژدهاهای عصر جدید، شب طوفان
- 1999 سری پله نقره ای ، پل های زمان
- 2000 سقوط ، حماسه دامون
- 2001 خیانت ، حماسه دامون
- 2002 رستگاری ، حماسه دامون
- 2004 سری برکه مرگ ، عصر مرگ آورها
- 2007 شورشیان ،سری استون تلرز
- 2008 مرگ مارس ،سری استون تلرز
- 2009 قوم گابلین ، سری استون تلرز

### رمان های دیگر
- 1991 جادوی سرخ ، سری فراموش شده: سری هارپرز
- 1994 راز جین ، سری تلاش بی پایان
- 1995 شب ببر،سری تلاش بی پایان
- 1996ماسه های فریب ، سری تلاش بی پایان
- 2004 بهترین اثر ، سه گانه بهترین
- 2005 بهترین انتخاب ، سه گانه بهترین
- 2006 بهترین چالش ، سه گانه بهترین